# Yun Wu
Yun Wu (云雾) är ett grönt te från Jiangxiprovinsen i Kina. Namnet, som betyder "Moln och dimma" eller "Molndimma", kommer ifrån att teet odlas på dimmiga bergslätter.